# Christian Kühlwetter
Christian Kühlwetter (Bonn, 21 aprile 1996) è un calciatore tedesco, attaccante del Jahn Ratisbona.

## Carriera
Cresciuto nel settore giovanile del Colonia, dal 2014 al 2016 gioca con la squadra riserve prima di passare al Kaiserslautern; anche con il nuovo club gioca inizialmente in Regionalliga salvo essere promosso in prima squadra nel 2018. Fa il suo esordio fra i professionisti il 22 settembre in occasione dell'incontro di 3. Liga pareggiato 3-3 contro il Carl Zeiss Jena, dove realizza la prima rete del match. Nel 2020 si trasferisce a titolo definitivo all'Heidenheim.

## Statistiche
Statistiche aggiornate al 17 dicembre 2021.

### Presenze e reti nei club
| Stagione        | Squadra           | Campionato      | Campionato | Campionato | Coppe nazionali | Coppe nazionali | Coppe nazionali | Coppe continentali | Coppe continentali | Coppe continentali | Altre coppe | Altre coppe | Altre coppe | Totale | Totale | Totale |
| Stagione        | Squadra           | Comp            | Pres       | Reti       | Comp            | Pres            | Reti            | Comp               | Pres               | Reti               | Comp        | Pres        | Reti        | Pres   | Reti   |        |
| --------------- | ----------------- | --------------- | ---------- | ---------- | --------------- | --------------- | --------------- | ------------------ | ------------------ | ------------------ | ----------- | ----------- | ----------- | ------ | ------ | ------ |
| 2014-2015       | Colonia II        | RL              | 10         | 2          |                 | -               | -               |                    | -                  | -                  |             | -           | -           | 10     | 2      |        |
| 2015-2016       | Colonia II        | RL              | 26         | 2          |                 | -               | -               |                    | -                  | -                  |             | -           | -           | 26     | 2      |        |
| 2016-2017       | Kaiserslautern II | RL              | 31         | 5          |                 | -               | -               |                    | -                  | -                  |             | -           | -           | 31     | 5      |        |
| 2017-2018       | Kaiserslautern II | OL              | 24         | 16         |                 | -               | -               |                    | -                  | -                  |             | -           | -           | 24     | 16     |        |
| 2018-2019       | Kaiserslautern II | OL              | 5          | 5          |                 | -               | -               |                    | -                  | -                  |             | -           | -           | 5      | 5      |        |
| 2018-2019       | Kaiserslautern    | 3L              | 28         | 12         | CG              | 0               | 0               |                    | -                  | -                  |             | -           | -           | 28     | 12     |        |
| 2019-2020       | Kaiserslautern    | 3L              | 35         | 14         | CG              | 3               | 2               |                    | -                  | -                  |             | -           | -           | 38     | 16     |        |
| 2020-2021       | Heidenheim        | 2L              | 33         | 13         | CG              | 0               | 0               |                    | -                  | -                  |             | -           | -           | 33     | 13     |        |
| 2021-2022       | Heidenheim        | 2L              | 17         | 2          | CG              | 1               | 0               |                    | -                  | -                  |             | -           | -           | 18     | 2      |        |
| Totale carriera | Totale carriera   | Totale carriera | 209        | 71         |                 | 4               | 2               |                    | -                  | -                  |             | -           | -           | 213    | 73     |        |

## Palmarès

### Club

#### Competizioni nazionali
- Campionato tedesco di seconda divisione: 1

Heidenheim: 2022-2023